# Assaga Koura
Assaga Koura (auch: Assaga, Asaka Koura, Assaka Koura) ist ein Dorf in der Landgemeinde Gueskérou in Niger.

## Geographie
Das von einem traditionellen Ortsvorsteher (chef traditionnel) geleitete Dorf liegt am Fluss Komadougou Yobé, der hier die Staatsgrenze zu Nigeria bildet. Es befindet sich rund 23 Kilometer südwestlich des Hauptorts Gueskérou der gleichnamigen Landgemeinde, die zum Departement Diffa in der gleichnamigen Region Diffa gehört. Zu den Siedlungen in der näheren Umgebung von Assaga Koura zählen N’Garoua Koura im Nordosten und Lada im Westen. Auf der anderen Seite des Flusses liegt das Zwillingsdorf Assaga in Nigeria.
Der 740 Hektar große Doumpalmen-Hain von Assaga Koura steht unter Naturschutz. Das Dorf ist Teil der 860.000 Hektar großen Important Bird Area des Graslands und der Feuchtgebiete von Diffa. Zu den in der Zone beobachteten Vogelarten zählen Arabientrappen, Beaudouin-Schlangenadler, Braunrücken-Goldsperlinge, Fuchsfalken, Nordafrikanische Lachtauben, Nubiertrappen, Prachtnachtschwalben, Purpurglanzstare, Rothalsfalken, Sperbergeier und Wüstenspechte als ständige Bewohner sowie Rötelfalken, Steppenweihen und Uferschnepfen als Wintergäste.

## Geschichte

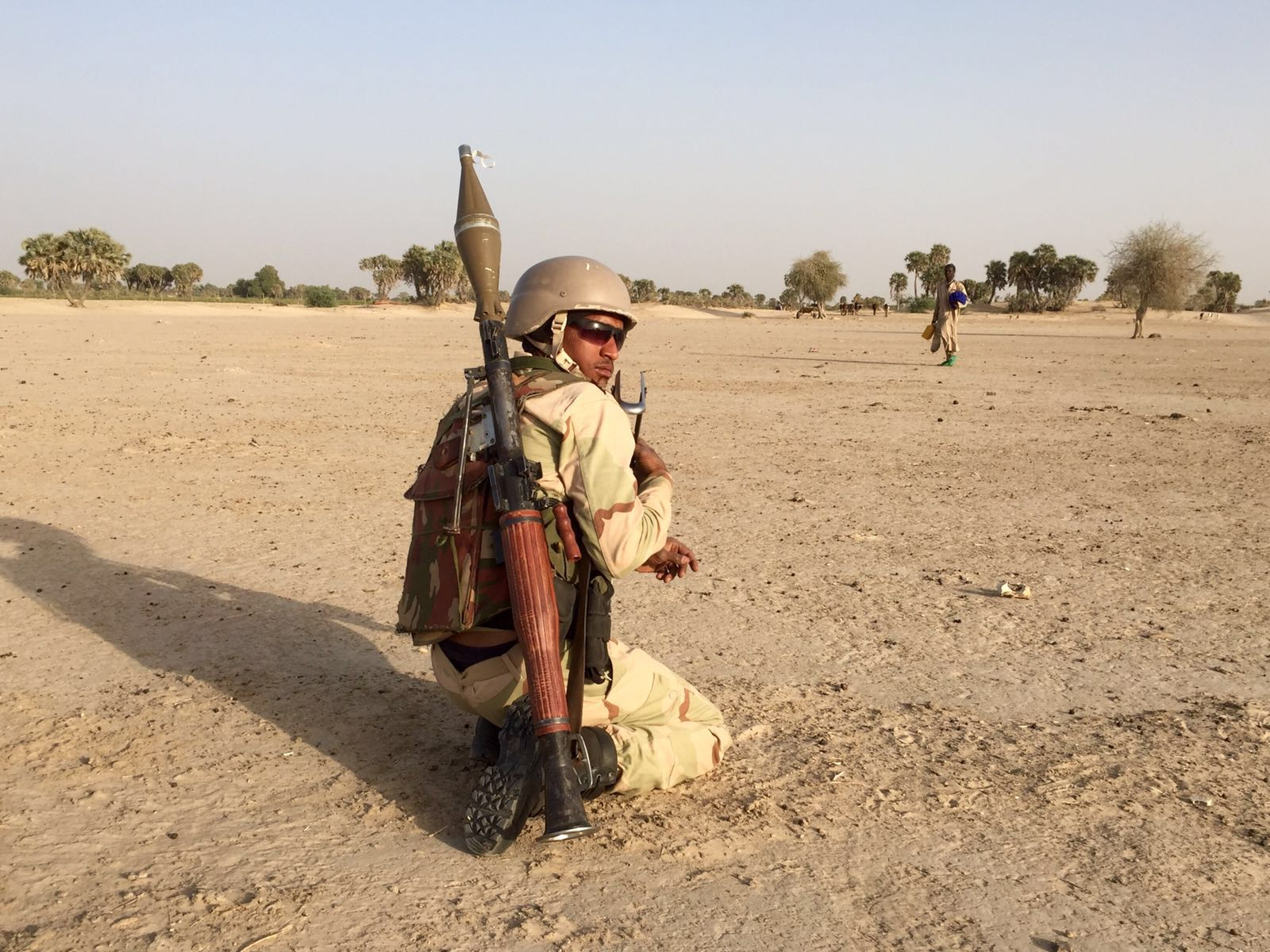
Ein Soldat der Streitkräfte Nigers bei Assaga Koura (2016)

Das Dorf Assaga Koura wurde Mitte des 17. Jahrhunderts gegründet.
Die Gemüseanbaugebiete beim Dorf wurden 2012 durch ein Hochwasser des Komadougou Yobé verwüstet. Zahlreiche Familien waren gezwungen Assaga Koura zu verlassen. Eine Spende des Internationalen Komitees vom Roten Kreuz von Saatgut, Düngemitteln, Pflanzenschutzmitteln und landwirtschaftlichen Geräten ermöglichte einem Teil von ihnen zurückzukehren und wieder 10 Hektar Land nutzbar zu machen.
Wegen des Terrors der Islamistengruppe Boko Haram aus Nigeria entstand 2016 nördlich des Dorfs an der Nationalstraße 1 ein spontanes Flüchtlingslager, in dem auch Bewohner von Assaga Koura in Niger und Assaga in Nigeria unterkamen. Hier lebten Ende 2016 allein 3111 Kinder und Jugendliche im Alter von 4 bis 19 Jahren, bei denen es sich um Flüchtlinge, Rückkehrer oder Binnenvertriebene handelte. Im September 2017 erstreckte sich das Lager über eine Fläche von 48 Hektar und beherbergte 7597 Menschen, von denen 37 % Binnenvertriebene aus den Gemeinden Gueskérou und Bosso in Niger und 62 % Flüchtlinge aus dem Bundesstaat Borno in Nigeria waren.
Mitglieder der Terrororganisation Islamischer Staat – Provinz Westafrika (ISWAP) attackierten am 19. Februar 2024 einen Posten der Nationalgarde in Assaga Koura und töteten zwei Wachen. Bei einem Luftangriff der Streitkräfte wurden am 13. März 2024 beim Dorf zehn mutmaßliche ISWAP-Mitglieder getötet.

## Bevölkerung
Bei der Volkszählung 2012 hatte Assaga Koura 433 Einwohner, die in 57 Haushalten lebten. Bei der Volkszählung 2001 betrug die Einwohnerzahl 507 in 99 Haushalten und bei der Volkszählung 1988 belief sich die Einwohnerzahl auf 1020 in 255 Haushalten.

## Wirtschaft und Infrastruktur
Wie in anderen Orten im Süden der Region Diffa wird in Assaga Koura Paprika angebaut, der auch nach Nigeria exportiert und dort auf den Märkten von Maiduguri, Kano und Lagos verkauft wird. Am Fluss Komadougou Yobé werden Raubwelse, Tilapia und Afrikanische Knochenzüngler gefischt, die großteils geräuchert für Märkte in Nigeria und in anderen Regionen Nigers bestimmt sind. Mit einem Centre de Santé Intégré (CSI) ist ein Gesundheitszentrum in Assaga Koura vorhanden.